# Ahrue Luster
Ahrue Luster es un guitarrista estadounidense, actual miembro del grupo Lions at the Gate. 
Fue miembro de Ill Niño, Machine Head, de Manmade God y de una de las bandas de la escena de thrash metal de la bahía de San Francisco llamada The Horde of Torment. Se unió a Ill Niño durante la grabación de su segundo álbum, Confession, y desde entonces ha llevado gran parte de la labor compositiva del grupo. Fue miembro de Machine Head en sus discos más controvertidos, The Burning Red y Supercharger, pues se orientan más hacia el nu metal que ninguno de los demás discos de la banda californiana. No obstante, The Burning Red fue el segundo álbum más vendido de la banda en los Estados Unidos. 
Dejó la banda para emprender una carrera de música más melódica, algo que el resto de miembros del grupo no aprobó.

## Discografía

### Lions at the Gate
- The Excuses We Cannot Make (2023)

### Ill Niño
- Confession (2003)
- One Nation Underground (2005)
- The Under Cover Sessions (2006)
- Enigma (2008)
- Dead New World (2010)
- Epidemia (2012)

### Machine Head
- The Burning Red (1999)
- Supercharger (2001)

- Datos: Q375882